# Communauté de communes de la Montagne du Haut Languedoc
La communauté de communes de la Montagne du Haut Languedoc est une ancienne communauté de communes française, situées à cheval sur le département de l'Hérault et sur le département du Tarn dans la région Occitanie.

## Histoire
- Date de l'arrêté : 30/12/1992.
- Date de l'effet : 30/12/1992.

Depuis le 1er janvier 2017, la communauté de communes de la Montagne du Haut Languedoc a fusionné avec la communauté de communes des Monts de Lacaune au sein de la communauté de communes Monts de Lacaune et Montagne du Haut Languedoc.

## Composition
Elle est composée des 8 communes suivantes 6 situées dans le département de l'Hérault et 2 communes dans le département du Tarn :
| Nom                           | Code Insee | Gentilé      | Superficie (km2) | Population (dernière pop. légale) | Densité (hab./km2) |
| ----------------------------- | ---------- | ------------ | ---------------- | --------------------------------- | ------------------ |
| La Salvetat-sur-Agout (siège) | 34293      | Salvetois    | 87,55            | 1 110 (2014)                      | 13                 |
| Cambon-et-Salvergues          | 34046      | Cambonais    | 50,39            | 52 (2014)                         | 1                  |
| Castanet-le-Haut              | 34055      | Castanetois  | 27,55            | 198 (2014)                        | 7,2                |
| Fraisse-sur-Agout             | 34107      | Fraïssignols | 58,46            | 340 (2014)                        | 5,8                |
| Rosis                         | 34235      |              | 52,91            | 300 (2014)                        | 5,7                |
| Le Soulié                     | 34305      | Solariens    | 40,44            | 120 (2014)                        | 3                  |
| Anglès                        | 81014      | Anglésiens   | 85,62            | 519 (2014)                        | 6,1                |
| Lamontélarié                  | 81134      | Monteliots   | 21,58            | 72 (2014)                         | 3,3                |